# ادبیات فنلاندی
ادبیات فنلاندی به ادبیات نوشتاری و گفتاری خلق‌شده در فنلاند به زبان‌های فنلاندی، سوئدی و در قرون وسطی زبان‌های لاتین اشاره دارد. تاریخ ادبیات فنلاندی و سوئدی با هم آمیخته است. از اواسط قرن دوازدهم تا ۱۸۰۹ فنلاند تحت فرانروایی سوئد بود و سوئدی تا آخر قرن نوزدهم زبان طبقات بالا باقی ماند که در آن زمان جنبشی پرشور و حرارت برای احیای زبان فنلاندی به‌عنوان یک وسیله ارتباطی فرهنگی آغاز گشت.